# 무가선 저상 트램
무가선 저상 트램(無架線低床Tram)은 기존의 가선 방식의 노면전차와 달리 대용량 배터리를 이용하여 무가선 구간(전차처럼 하늘에 전원을 공급하는 장치 없이 자가 베터리로 운행 방식)에서도 운행이 가능한 신교통수단으로, 한국철도기술연구원,  현대로템에서 개발 중이다. 공중에 위험한 전선을 연결하여 전기를 공급 받지 않고 차에 실은 자체 배터리만으로 도 최대 35km까지 주행이 가능하여 전기선을 공중에 복잡하게 설치해 발생하는 경관 훼손과 높은 전압에 의한 위험을 최소화할 수 있다. 다만 바닥은 철도처럼 레일을 아스팔트 바닥에 깔아서 그 길로만 다녀야하는 운행의 한계성은 있다.
1편성만 제작 되었으며 한국철도시설공단 오송기지의 무가선트램 시험선에서 시험 운전 중에 있다. 현재 무가선트램의 도입을 서울특별시, 울산광역시, 경기도 수원시, 성남시, 동탄 신도시 등에서 검토 중에 있으며, 부산광역시에서 오륙도선(대연동 경성대부터 용호동 오륙도 입구까지)을 확정하여 설치를 진행 중이며, 대전광역시는 도시철도 2호선에 현대로템제 무가선 수소 전기 트램을 사용하게 된다. 앞으로 많은 도시에서 신교통 시스템으로 무가선트램을 도입할 것으로 보인다.

## 사진

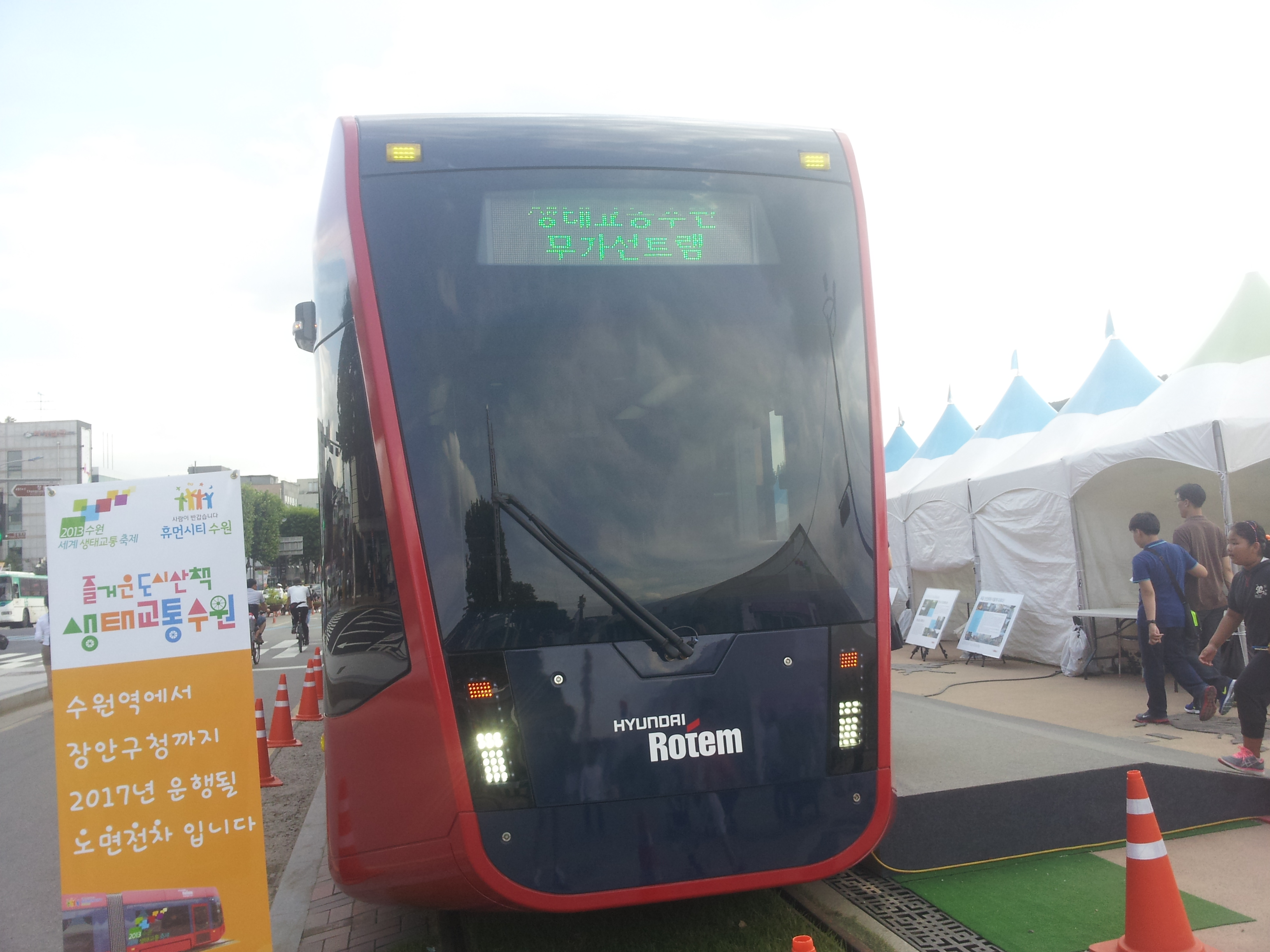
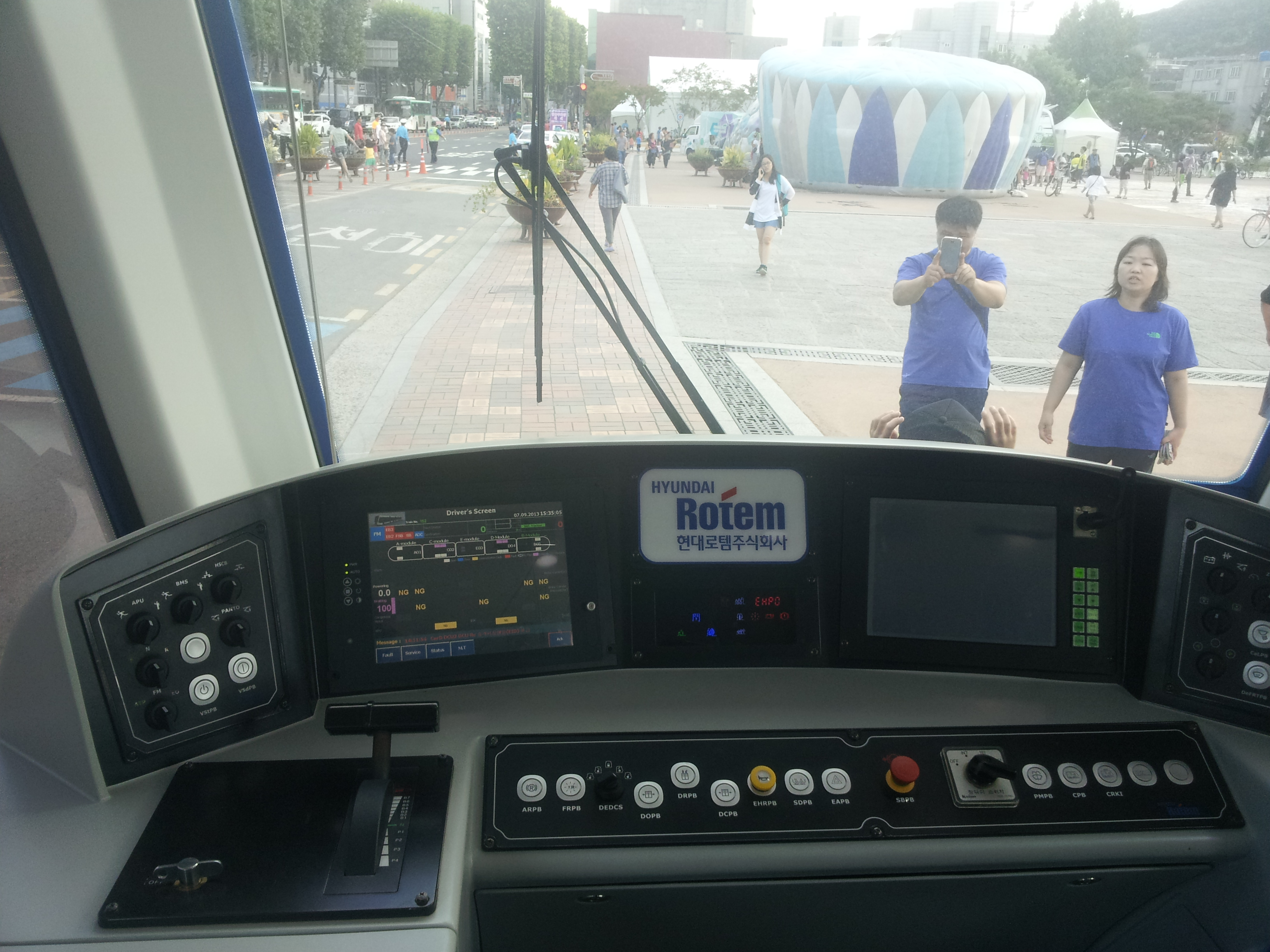
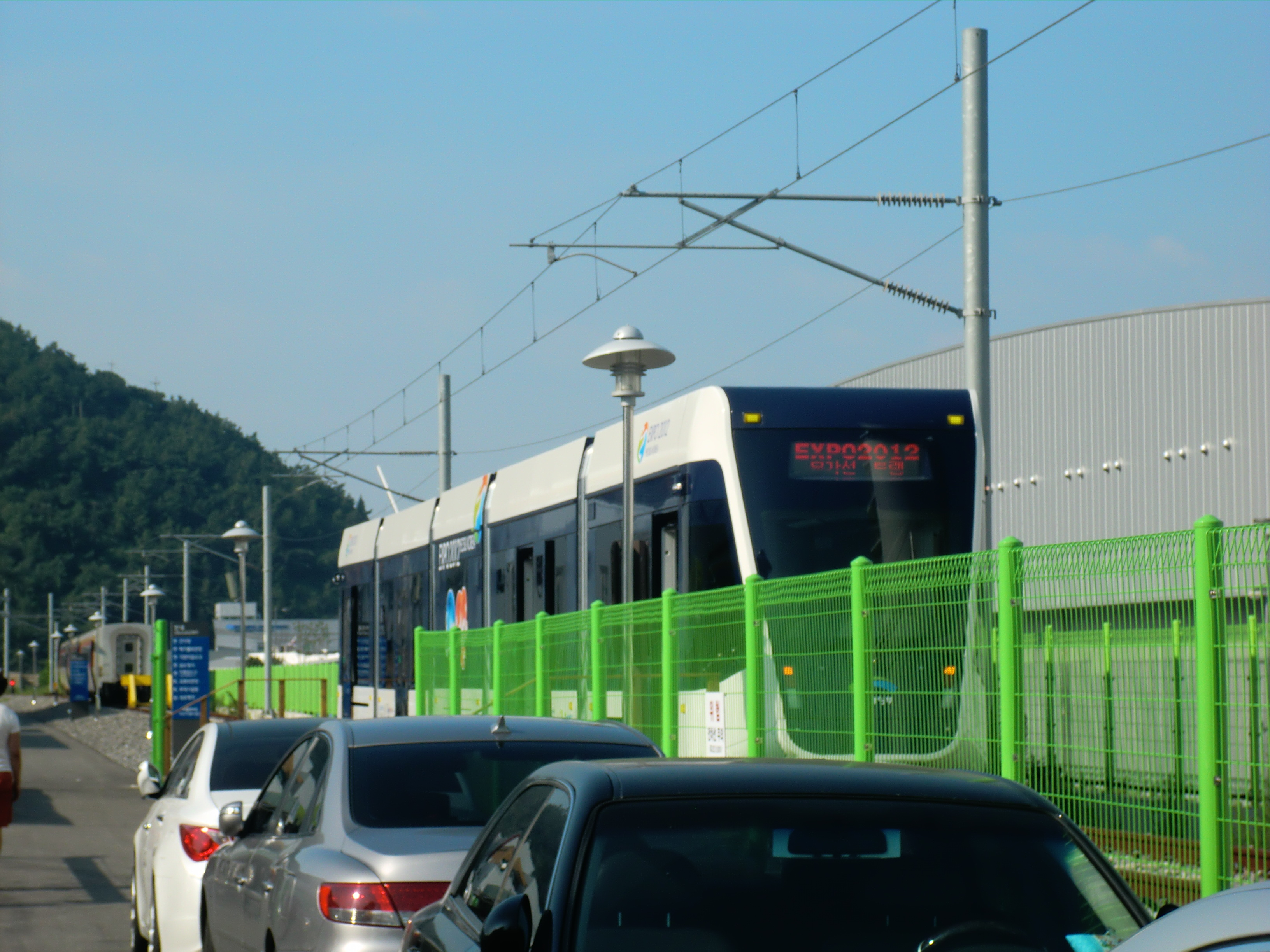
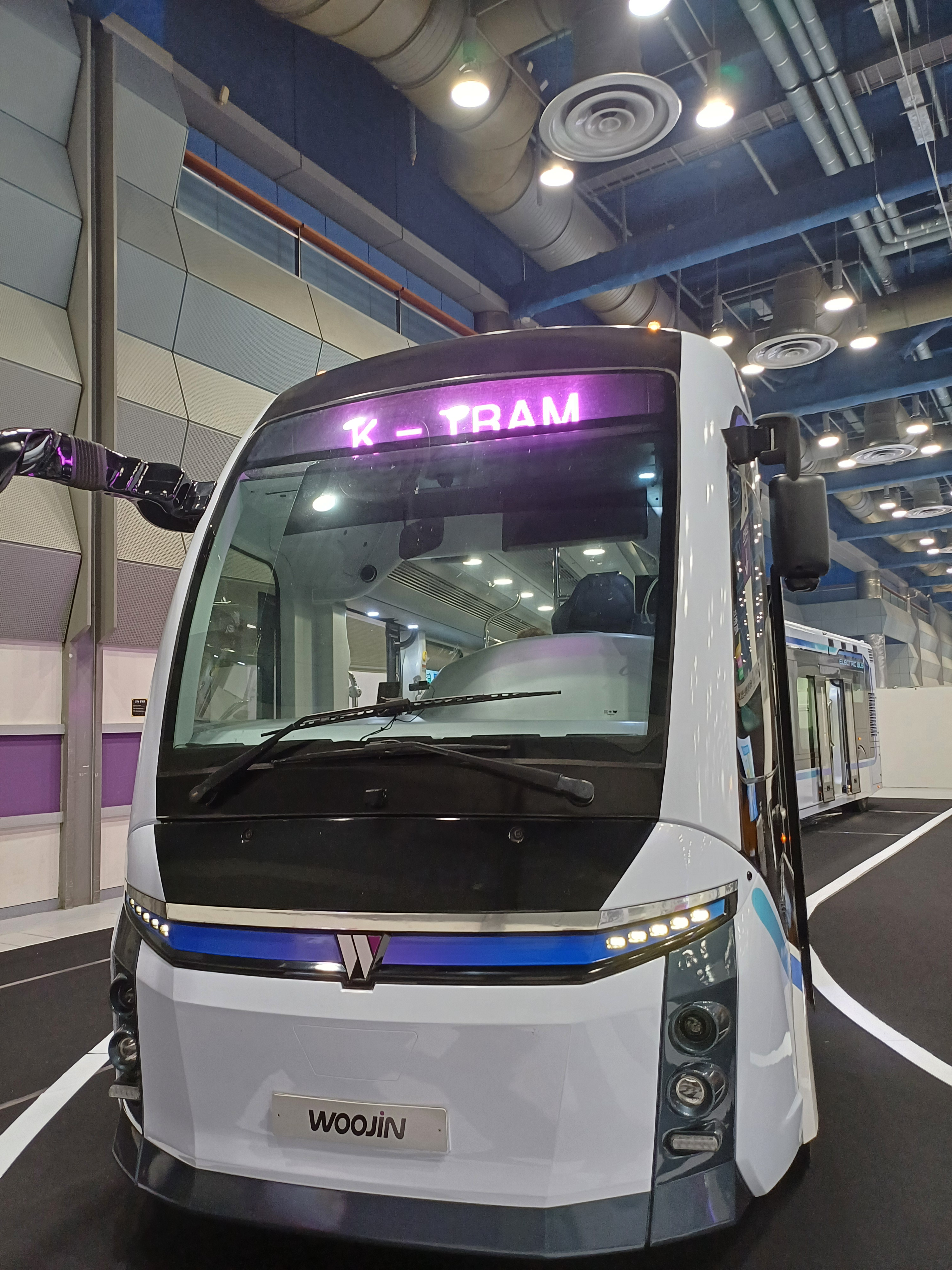

## 같이 보기
- 도시 철도
- 신교통 시스템
- 노면전차